# Ranger 1
Ranger 1 war eine Sonde im Rahmen des Ranger-Programms der USA und wurde am 23. August 1961 mit einer Atlas-Agena-B-Rakete von der Startrampe LC-12 auf der Cape Canaveral Air Force Station gestartet.
Die Hauptaufgabe von Ranger 1 war die Erprobung von Verfahrensweisen und der Ausrüstung, die für die folgenden Weltraum- und Mondmissionen benötigt wurden. Ein sekundäres Ziel war die Untersuchung des Sonnenwinds, des Van-Allen-Gürtel, des Erdmagnetfelds, der Lyman-Alpha-Emissionen der Wasserstoff-Geokorona sowie die Messung der Mikrometeoritendichte.

## Aufbau
Das Raumfahrzeug war nach dem Block-I-Design des Ranger-Projekts konzipiert und wurde vom Jet Propulsion Laboratory gebaut. Es bestand aus einer achteckigen Basis mit einem Durchmesser von 1,5 m, auf der ein vier Meter hoher, kegelförmiger Turm aus Aluminiumstreben montiert war.
Die Basis beherbergte fast alle relevanten Systeme, z. B. die Lageregelungstriebwerke, den Steuercomputer, die 54 kg schwere Silber-Zink-Batterie und die meisten wissenschaftlichen Instrumente. Außen an der Basis waren die Solarpanele mit 5,2 m Spannweite und die Parabolantenne befestigt. Am Turm waren eine Ersatz-Rundstrahlantenne sowie weitere wissenschaftliche Instrumente befestigt. Die Temperatur der Sonde wurde passiv über die genaue Verteilung von Hitzequellen an Bord sowie die Reflektivität verschiedener Oberflächen (vergoldet, mit weißer Farbe gestrichen, poliert etc.) geregelt.

## Missionsverlauf
Ranger 1 sollte zuerst in einem Parkorbit um die Erde verweilen um von dort aus in einen 60.000 bis 1.100.000 km hohen Orbit zu kommen. Die Sonde wurde wie geplant in den Parkorbit geschossen, aber die Agena-B-Oberstufe konnte nicht wieder gezündet werden, um die Satellitenbahn weiter anzuheben. Als sich Ranger 1 von der Agena-Stufe löste, geriet er in einen zu niedrigen Erdorbit und fing an zu taumeln. Am 30. August 1961 trat er wieder in die Erdatmosphäre ein und verglühte.
Die Mission von Ranger 1 war nur zum Teil erfolgreich. Die Ausrüstung konnte zwar größtenteils wie geplant getestet werden, durch den zu niedrigen Orbit wurden allerdings kaum relevante wissenschaftliche Daten erfasst.